# Russisch Seniors Open
Het Russisch Seniors Open is in 2008 een golftoernooi van de Europese Senior Tour.

## Russian Seniors Open in 2008
Het toernooi vond voor de eerste keer plaats om 2008 en werd toen gewonnen door Ian Woosnam. Het werd begin juli gespeeld op de Pestovo Golf & Yacht Club in Moskou. Het totale prijzengeld was €476,219.
Woosnam had sinds het Britse PGA Kampioenschap geen overwinning meer behaald totdat hij in 2008 het Pools Seniors Kampioenschap won en een maand later dit Russische Seniors Open. Beide toernooien hebben slechts eenmalig op de kalender gestaan. In 2009 stonden er zes toernooien minder op de kalender, mogelijk als gevolg van de financiële crisis.

## Russian Open Golf Championship (Senior) in 2013
In 2013 kreeg de tweede editie van het toernooi een andere naam. Het werd ditmaal op de Moscow Country Club gespeeld; winnaar was de 50-jarige rookie Simon P Brown. De eerste 38 holes had Brown zonder bogeys gespeeld. Vier weken later won hij het Dutch Senior Open op The International.